# 浜松交響吹奏楽団
浜松交響吹奏楽団（はままつこうきょうすいそうがくだん、Hamamatsu Symphonic Wind Orchestra）は、静岡県浜松市を拠点に活動するアマチュア吹奏楽団である。

## 概要
浜松市近郊の社会人・学生（高校生以下除く）で構成され、現在70余名の団員を有している。定期練習日は毎週日曜日で、浜松市内の協働センター（公民館）等を利用して行っている。
年に1度の定期演奏会の開催をはじめ、吹奏楽コンクールへの出場、地域のイベントへの参加、障がいのある人もない人もともに楽しむコンサートの企画・開催などといった年間を通した活動のほか、オリジナルCDを全国発売するなど、積極的に活動している。

## 歴史
- 1973年 静岡県立浜松工業高等学校吹奏楽部OBを中心に同好会バンドを結成。
- 1974年 浜松ウィンド・アンサンブルとして発足。
- 1977年 浜松青少年吹奏楽団に改名。
- 1983年
  - 楽団創立10周年。
  - 浜松青少年問題協議会より善行表彰受賞。
- 1986年 浜松交響吹奏楽団に改名。
- 1990年 浜松市教育委員会より浜松市教育文化奨励賞受賞。[1]
- 1993年 楽団創立20周年。
- 1994年 全日本吹奏楽コンクールに初出場。金賞を受賞。
- 1995年 第7回世界吹奏楽大会（WASBE）日本代表として、ジャパンデーコンサートに出演(指揮 : S.ロリング,J.デ=メイ,浅田享)[2]。
- 1996年
  - 国民文化祭とやま'96に静岡県代表として出演。
  - 国際吹奏楽フェスティバルに出演。
- 1997年
  - 第1回 パンパシフィックバンドフェスティバル親善交流コンサートに出演。
  - 全日本吹奏楽コンクールにて3年連続金賞により特別表彰。
  - オリジナルCD「浜松交響吹奏楽団 1994-1997」を全国発売。
- 1999年 21世紀の吹奏楽 第2回「響宴」に出演。[3]
- 2000年 日本吹奏楽指導者クリニック（ネムバンドクリニック）に出演。
- 2001年
  - オリジナルCD「交響組曲第2番"GR"より」を全国発売。[4]
  - 全日本アンサンブルコンテストに木管五重奏が出場。金賞を受賞。
- 2002年 静岡県教育委員会より静岡県文化奨励賞受賞。[5]
- 2003年
  - 楽団創立30周年。
  - オリジナルCD「"GR"よりシンフォニック・セレクション〜明日への希望」を全国発売。[6]
  - 全日本吹奏楽コンクール3年連続出場により特別表彰。
- 2004年
  - 21世紀の吹奏楽 第7回「響宴」に出演。[7]
  - オリジナルCD「ライフ・ヴァリエーションズ」を全国発売。[8]
- 2005年 東海吹奏楽連盟より東海吹奏楽コンクール永年出場表彰。
- 2006年
  - オリジナルCD「ジョイフル・コンサート」を全国発売。[9]
  - 日本吹奏楽指導者クリニック（ジャパンバンドクリニック）に出演。[10]
- 2007年
  - 全日本吹奏楽コンクール3年連続出場により特別表彰。
  - 新浜松市歌CDレコーディングに参加。[11]
- 2008年
  - オリジナルCD「交響組曲"ガイア"」を全国発売。[12]
  - 日本吹奏楽指導者クリニック（ジャパンバンドクリニック）に出演。[13]
- 2009年 国民文化祭・しずおか2009に静岡県代表として出演。
- 2010年 日本吹奏楽指導者クリニック（ジャパンバンドクリニック）に出演。[14]
- 2011年 静岡県吹奏楽連盟より、連盟創立50周年記念感謝状が贈られる。
- 2012年 全国職場バンドフェスティバルに特別演奏として出演。
- 2013年
  - 楽団創立40周年。記念事業として、ライブ音源を集めたCD「ライブ・ヴァリエーションズ」を発売、楽団ロゴマークを一新する。
  - 全日本アンサンブルコンテストにフルート四重奏が出場。銀賞を受賞。
- 2014年 楽団創立40周年記念事業として、ピアニスト・織茂学のピアノリサイタルを主催する。
- 2015年
  - 21世紀の吹奏楽 第18回「響宴」に出演。[15]
  - 全日本アンサンブルコンテストに金管六重奏が出場。銅賞を受賞。
  - オリジナルCD「天雷无妄」を全国発売。[16]
- 2016年 第64回全日本吹奏楽コンクールの出場をもって、音楽監督・常任指揮者の浅田享氏が通算15回出場を達成。全日本吹奏楽連盟より「長年出場指揮者表彰」が贈られる。
- 2017年
  - 作曲家・天野正道氏の還暦を記念した演奏会「天野正道 60th アニバーサリーコンサートツアー」川崎公演に出演。[17]
  - 全日本アンサンブルコンテストに木管八重奏が出場。金賞を受賞。
- 2018年
  - 第30回全日本高等学校選抜吹奏楽大会にゲストバンドとして出演。
  - オリジナルCD「Precious Memories 〜愛しき記憶〜」を全国発売。[18]
  - 浜松開誠館中学校・高等学校吹奏楽部第1回定期演奏会にゲスト出演。
- 2019年
  - 浜松開誠館中学校・高等学校吹奏楽部第2回定期演奏会にゲスト出演。
- 2020年
  - 第46回東海アンサンブルコンテストにて金管六重奏が金賞を受賞し、東海支部代表として第43回全日本アンサンブルコンテストへの出場権を獲得（新型コロナウイルス感染症の拡大により全国大会は中止）。
  - オリジナルCD「五行相剋」を全国発売。[19]
- 2022年
  - コロナ禍を経て活動再開。北部ふれあいコンサート、ジョイフルコンサートを開催。
- 2023年
  - 新たに元航空中央音楽隊長の水科克夫氏を常任指揮者に迎え、50周年記念第48回定期演奏会をアクトシティ大ホールにて開催。

## 常任指揮者、音楽監督
- 常任指揮者

| 1973年 〜 1992年 | 松下孝一 |
| 1992年 〜2021年  | 浅田 享  |
| 2023年〜         | 水科克夫 |

- 音楽監督

| 1994年 〜 2021年 | 浅田享（常任指揮者兼任） |

## 全日本吹奏楽コンクール
全日本吹奏楽コンクールには、1994年に初出場を果たす。この年の大会（第42回大会・大学、職場、一般の部）は、同年に完成したばかりのアクトシティ浜松・大ホールでの開催であった。当団にとって記念すべき、初の全国大会が地元・浜松での開催であったことは、当団の歴史を語る上では最も重要な出来事の1つである。なお、この日の出演順は1番だったうえ、結果は金賞であったことも特筆すべき事項である。
1997年、2003年、07年は3出休みにより不出場。1998年、99年、2008年〜10年、18年、21年は不出場。
| 出場 回数 | 年度   | 開催地                                        | 指揮者 | 課題曲                                        | 自由曲 | 賞     |
| --------- | ------ | --------------------------------------------- | ------ | --------------------------------------------- | --- | ------ |
| 1         | 1994年 | アクトシティ浜松 （静岡県浜松市）             | 浅田享 | 雲のコラージュ 櫛田胅之扶                     | 交響詩「ローマの祭り」より IV.主顕祭 オットリーノ・レスピーギ                                             | 金賞 ● |
| 2         | 1995年 | 和歌山県民文化会館 （和歌山県和歌山市）       | 浅田享 | 行進曲「ラメセスII世」 阿部勇一               | 序曲「ピータールー」 マルコム・アーノルド                                                                 | 金賞 ● |
| 3         | 1996年 | 倉敷市民会館 （岡山県倉敷市）                 | 浅田享 | 交響的譚詩〜吹奏楽のための 露木正登           | 変容（管弦楽のための主題と変奏） オットリーノ・レスピーギ                                                 | 金賞 ● |
| 4         | 2000年 | 東京文化会館 （東京都台東区）                 | 浅田享 | をどり唄 柏崎真一                             | 交響組曲第2番「GR」より 天野正道                                                                          | 銀賞 ● |
| 5         | 2001年 | アクトシティ浜松 （静岡県浜松市）             | 浅田享 | 行進曲「SLが行く」 若杉海一                   | 「GR」より シンフォニック・セレクション 天野正道                                                          | 金賞 ● |
| 6         | 2002年 | 大阪府立国際会議場 （大阪府大阪市）           | 浅田享 | 吹奏楽のためのラメント 高昌帥                 | おほなゐ 〜1995.1.17 阪神淡路大震災へのオマージュ〜 より I.瓦解 III.復興そして祈り 天野正道               | 銀賞 ● |
| 7         | 2004年 | 東京文化会館 （東京都台東区）                 | 浅田享 | 祈りの旅 北爪道夫                             | ライフ・ヴァリエーションズ〜生命と愛の歌 鈴木英史                                                         | 銅賞 ● |
| 8         | 2005年 | 大阪府立国際会議場 （大阪府大阪市）           | 浅田享 | リベラメンテ 吹奏楽による 出塚健博            | 交響組曲「ガイア」より III.地球の歴史に於ける全ての戦争犠牲者に捧げる I.地球誕生から文明創世まで 天野正道 | 金賞 ● |
| 9         | 2006年 | 宇都宮市文化会館 （栃木県宇都宮市）           | 浅田享 | 風の密度 金井勇                               | 交響組曲「ガイア」より 第2楽章 天野正道                                                                   | 銀賞 ● |
| 10        | 2011年 | 青森市文化会館 （青森県青森市）               | 浅田享 | 天国の島 佐藤博昭                             | シダス トーマス・ドス                                                                                     | 金賞 ● |
| 11        | 2012年 | 宇都宮市文化会館 （栃木県宇都宮市）           | 浅田享 | さくらのうた 福田洋介                         | 交響曲第2番「キリストの受難」 フェレール・フェラン                                                        | 銀賞 ● |
| 12        | 2013年 | 福岡サンパレス （福岡県福岡市）               | 浅田享 | 祝典行進曲「ライジング・サン」 白岩優拓       | 天雷无妄 天野正道                                                                                         | 金賞 ● |
| 13        | 2014年 | 新潟市民芸術文化会館 （新潟県新潟市）         | 浅田享 | 「斎太郎節」の主題による幻想 合田佳代子       | 鳳凰が舞う 〜印象、京都 石庭 金閣寺 真島俊夫                                                              | 金賞 ● |
| 14        | 2015年 | 札幌コンサートホールKitara （北海道札幌市）   | 浅田享 | マーチ「春の道を歩こう」 佐藤邦宏             | 交響曲第一番より 天野正道                                                                                 | 銀賞 ● |
| 15        | 2016年 | 金沢歌劇座 （石川県金沢市）                   | 浅田享 | ある英雄の記憶〜「虹の国と氷の国」より 西村友 | 富士山 －北斎の版画に触発されて－ 真島俊夫                                                                | 金賞 ● |
| 16        | 2017年 | 倉敷市民会館 （岡山県倉敷市）                 | 浅田享 | マーチ「春風の通り道」 西山知宏               | ラッキードラゴン〜第五福竜丸の記憶〜 福島弘和                                                             | 金賞 ● |
| 17        | 2019年 | リンクステーションホール青森 （青森県青森市） | 浅田享 | マーチ「エイプリル・リーフ」 近藤悠介         | リグ・ヴェーダ 天地創造への賛歌 清水大輔                                                                  | 銀賞 ● |

## 委嘱作品
楽団創立から数えて節目となる年に作曲家に委嘱をし、その年の定期演奏会にて世界初演される傾向にある。初演後にリリースされるオリジナルCDに収録され、CD発売開始後に楽譜の出版となることが多い。

なお、交響組曲「ガイア」は楽団創立30周年記念の委嘱作品であるが、1楽章から4楽章まで全曲が完成した状態での初演とはならず、定期演奏会開催日時点で完成していた楽章ごとに30回（3楽章）、32回（1楽章）、33回（2楽章）、34回（4楽章）の4度の演奏会にわけて初演され、通算5年かけて完成された。
| 曲名                                              | 曲名                                                                          | 初演データ                                                       |
| ------------------------------------------------- | ----------------------------------------------------------------------------- | ---------------------------------------------------------------- |
| ライフ・ヴァリエーションズ〜生命と愛の歌 鈴木英史 | ライフ・ヴァリエーションズ〜生命と愛の歌 鈴木英史                             | 2003年5月25日 アクトシティ浜松 浜松交響吹奏楽団 第30回定期演奏会 |
| 交響組曲「ガイア」 天野正道                       | 1楽章 地球誕生から文明創世まで                                                | 2005年4月24日 アクトシティ浜松 浜松交響吹奏楽団 第32回定期演奏会 |
| 交響組曲「ガイア」 天野正道                       | 2楽章 人類が地球環境に及ぼす影響を考察する楽章 －文明の発展、戦争そして崩壊－ | 2006年4月23日 アクトシティ浜松 浜松交響吹奏楽団 第33回定期演奏会 |
| 交響組曲「ガイア」 天野正道                       | 3楽章 地球の歴史に於ける全ての戦争犠牲者に捧げる楽章                          | 2003年5月25日 アクトシティ浜松 浜松交響吹奏楽団 第30回定期演奏会 |
| 交響組曲「ガイア」 天野正道                       | 4楽章 終楽章                                                                  | 2007年4月29日 アクトシティ浜松 浜松交響吹奏楽団 第34回定期演奏会 |
| ワンダー・プラネット 高橋伸哉                     | ワンダー・プラネット 高橋伸哉                                                 | 2008年5月11日 アクトシティ浜松 浜松交響吹奏楽団 第35回定期演奏会 |
| 邯鄲の夢 八木澤教司                               | 邯鄲の夢 八木澤教司                                                           | 2009年4月19日 アクトシティ浜松 浜松交響吹奏楽団 第36回定期演奏会 |
| グリーン・プロジェクト 鈴木英史                   | グリーン・プロジェクト 鈴木英史                                               | 2013年4月28日 アクトシティ浜松 浜松交響吹奏楽団 第40回定期演奏会 |
| 天雷无妄 天野正道                                 | 天雷无妄 天野正道                                                             | 2013年4月28日 アクトシティ浜松 浜松交響吹奏楽団 第40回定期演奏会 |
| リグ・ヴェーダ 天地創造への讃歌 清水大輔          | リグ・ヴェーダ 天地創造への讃歌 清水大輔                                      | 2019年6月9日 アクトシティ浜松 浜松交響吹奏楽団 第46回定期演奏会  |
| 五行相剋 天野正道                                 |                                                                               |                                                                  |

## オリジナルCD
これまでに、下記のオリジナルCDを発売している。
| レーベル                                              | ブレーン（BOCD-9716） | 発売年 | 1997年 |
| 収録曲                                                |                       |        |        |
| 雲のコラージュ                                        |                       |        |        |
| 交響詩「ローマの祭」より 主顕祭                       |                       |        |        |
| 行進曲「ラメセスII世」                                |                       |        |        |
| 序曲「ピータールー」                                  |                       |        |        |
| 交響的譚詩－吹奏楽のための                            |                       |        |        |
| 変容（管弦楽のための主題と変容）より                  |                       |        |        |
| 喜歌劇「こうもり」序曲                                |                       |        |        |
| バレエ音楽「火の鳥」からの組曲                        |                       |        |        |
| 1. 序奏                                               |                       |        |        |
| 2. 火の鳥の踊り                                       |                       |        |        |
| 3. 火の鳥のヴァリアシオン                             |                       |        |        |
| 4. 王女たちのロンド                                   |                       |        |        |
| 5. カスチェイ王の魔の踊り                             |                       |        |        |
| 6. 子守唄                                             |                       |        |        |
| 7. 終曲                                               |                       |        |        |
| 歌劇「クセルクセス」より ラルゴ（オンブラ・マイ・フ） |                       |        |        |
| 「ニュー・シネマ・パラダイス」より 初恋               |                       |        |        |
| ラッパ吹きの休日                                      |                       |        |        |

| レーベル                                              | CAFUAレコード（CACG-0016） | 発売年 | 2001年 |
| 収録曲                                                |                            |        |        |
| Jalan-jalan〜神々の島の幻影〜                         |                            |        |        |
| 吹奏楽のためのプレリュ-ド〜「時計台の鐘」の旋律による |                            |        |        |
| 出エジプト記                                          |                            |        |        |
| 「愛の選択」のテーマ                                  |                            |        |        |
| ジョイフル・メドレー                                  |                            |        |        |
| 風笛－あすかのテーマ－                                |                            |        |        |
| ハッピートーク                                        |                            |        |        |
| あなた大好き！                                        |                            |        |        |
| HANA-BI                                               |                            |        |        |
| 青春の輝き                                            |                            |        |        |
| 主よ、私を導きたまえ                                  |                            |        |        |
| 交響組曲第2番「GR」より（吹奏楽全曲版）               |                            |        |        |

| レーベル                                            | CAFUAレコード（CACG-0046） | 発売年 | 2003年 |
| 収録曲                                              |                            |        |        |
| 火焔 〜国宝「火焔土器」によせて〜                   |                            |        |        |
| 「GR」より シンフォニック・セレクション             |                            |        |        |
| テレマンのアリア 〜「マニフィカート」ト調より       |                            |        |        |
| 「千と千尋の神隠し」ハイライト                      |                            |        |        |
| 花（すべての人の心に花を）                          |                            |        |        |
| おほなゐ 〜1995.1.17 阪神淡路大震災へのオマージュ〜 |                            |        |        |
| 1. 瓦解                                             |                            |        |        |
| 2. 荒廃、Requiem                                    |                            |        |        |
| 3. 復興そして祈り                                   |                            |        |        |
| 「GR」より 明日への希望                             |                            |        |        |

| レーベル | CAFUAレコード（CACG-0053） | 発売年 | 2004年 |
| 収録曲 |                            |        |        |
| 祝典序曲 |                            |        |        |
| シェイクスピアの悲劇に基づく音楽的素描「ロメオとジュリエット」より                                                   |                            |        |        |
| 9. ロメオとジュリエット                                                                                              |                            |        |        |
| 10. 終曲（死と和解）                                                                                                 |                            |        |        |
| ラシーヌ賛歌 |                            |        |        |
| ライフ・ヴァリエーションズ〜生命と愛の歌                                                                             |                            |        |        |
| 誕生と死 |                            |        |        |
| 法悦の詩 |                            |        |        |
| 愛の歌 |                            |        |        |
| 情熱大陸 |                            |        |        |
| 「踊る大捜査線」スペシャル2003                                                                                       |                            |        |        |
| バラード〜人想ふ あこがれこがれ 切なさも 思ひさませば 夢としるべし〜 組曲「グリーン・シティ・セレブレーション」第2曲 |                            |        |        |
| 交響組曲第9番「海のオーロラ」より                                                                                    |                            |        |        |
| 深海 |                            |        |        |
| 圧壊 |                            |        |        |
| 予言 |                            |        |        |
| 脱出 |                            |        |        |
| 地上 |                            |        |        |
| メインテーマ |                            |        |        |

| レーベル                            | CAFUAレコード（CACG-0082） | 発売年 | 2006年 |
| 収録曲                              |                            |        |        |
| 「大いなる西部」より メインタイトル |                            |        |        |
| サマー・イン・セントラル・パーク    |                            |        |        |
| タイスの瞑想曲                      |                            |        |        |
| 風笛〜あすかのテーマ                |                            |        |        |
| ジョン・ウィリアムズ・メドレー'90   |                            |        |        |
| 「フック」プロローグ                |                            |        |        |
| 「シンドラーのリスト」のテーマ      |                            |        |        |
| 「ジュラシックパークへようこそ」    |                            |        |        |
| シャル・ウィ・ダンス？              |                            |        |        |
| 東京ブギウギ                        |                            |        |        |
| LOVE LOVE LOVE                      |                            |        |        |
| 瞳をとじて                          |                            |        |        |
| 坂本九 スタンダードメドレー         |                            |        |        |
| 上を向いて歩こう                    |                            |        |        |
| 見上げてごらん夜の星を              |                            |        |        |
| 明日があるさ                        |                            |        |        |
| 風になりたい                        |                            |        |        |
| バーナムとベイリーのお気に入り      |                            |        |        |

| レーベル                                                                       | CAFUAレコード（CACG-0115） | 発売年 | 2008年 |
| 収録曲                                                                         |                            |        |        |
| 交響組曲「ガイア」                                                             |                            |        |        |
| 1楽章 地球誕生から文明創世まで                                                 |                            |        |        |
| 2楽章 人類が地球環境に及ぼす影響を考察する楽章。－文明の発展、戦争そして崩壊－ |                            |        |        |
| 3楽章 地球の歴史に於ける全ての戦争犠牲者に捧げる楽章                           |                            |        |        |
| 4楽章 終楽章                                                                   |                            |        |        |

| レーベル                                | CAFUAレコード（CACG-0231） | 発売年 | 2015年 |
| 収録曲                                  |                            |        |        |
| ワンダー・プラネット                    |                            |        |        |
| グリーン・プロジェクト                  |                            |        |        |
| 鳳凰が舞う －印象、京都 石庭 金閣寺     |                            |        |        |
| ディヴェルティメント                    |                            |        |        |
| カーニヴァルの朝 〜『黒いオルフェ』より |                            |        |        |
| アシタカとサン 〜『もののけ姫』より     |                            |        |        |
| 邯鄲の夢                                |                            |        |        |
| 天雷无妄                                |                            |        |        |
| I Mov.                                  |                            |        |        |
| II Mov.                                 |                            |        |        |
| III Mov.                                |                            |        |        |
| IV Mov.                                 |                            |        |        |
| 彼方の光                                |                            |        |        |

| レーベル                            | ブレーン（OSBR-34027） | 発売年 | 2018年 |
| 収録曲                              |                        |        |        |
| 天国の島                            |                        |        |        |
| シダス                              |                        |        |        |
| さくらのうた                        |                        |        |        |
| 交響曲第2番「キリストの受難」       |                        |        |        |
| 祝典行進曲「ライジング・サン」      |                        |        |        |
| 天雷无妄                            |                        |        |        |
| 「斎太郎節」の主題による幻想        |                        |        |        |
| 鳳凰が舞う 印象、京都 石庭 金閣寺   |                        |        |        |
| マーチ「春の道を歩こう」            |                        |        |        |
| 交響曲第1番 第三楽章、 第四楽章より |                        |        |        |
| ある英雄の記憶 / 西村 友            |                        |        |        |
| 富士山 ～北斎の版画に触発されて～   |                        |        |        |

| レーベル                                                         | CAFUAレコード（CACG-0300） | 発売年 | 2020年 |
| 収録曲                                                           |                            |        |        |
| 20世紀FOXファンファーレ                                          |                            |        |        |
| スター・ウォーズ コンサート・セレクション                        |                            |        |        |
| セイブ・ディス・ワールド ～「ファンタシースターユニバース」より  |                            |        |        |
| 翼とともに ～ファンファーレと序曲                                |                            |        |        |
| 星屑パレット                                                     |                            |        |        |
| アイ・ウィル・フォロー・ヒム ～映画「天使にラブ・ソングを…」より |                            |        |        |
| サクソフォンとバンドのための 青春の輝き                          |                            |        |        |
| 「from:」～吹奏楽のためのアダージョ                              |                            |        |        |
| リグ・ヴェーダ 天地創造への賛歌                                  |                            |        |        |
| All Wishes ～すべての願いを込めて                                |                            |        |        |
| 五行相剋                                                         |                            |        |        |
| グランド・フィナーレ・フォー・ザ・フェスティヴァル               |                            |        |        |

## 略称・略記
吹奏楽ファンの間では全国的に、"浜松"や"浜響（はまきょう）"または"浜松交響"の略称・略記が用いられる。しかし、地元・浜松市で浜響や浜松交響といえば、アマチュアオーケストラの浜松交響楽団のことを指す。この関係で、地元では当吹奏楽団を"浜響吹（はまきょうすい）"と呼ぶことが一般的である。
また、あまり一般的ではないが、団内や団が発行するもの（演奏会のパンフレットや公式サイト等）には、当団の英表記の頭文字をとって"HSWO"という略記も用いられることがある。